# Léon Baduel d'Oustrac
Pour les articles homonymes, voir Baduel.
Pour les autres membres de la famille, voir Famille Baduel d'Oustrac.
Léon Baduel d'Oustrac, né le 18 mai 1843 à Laguiole (Aveyron) et mort le 7 septembre 1898 à Mauriac (Cantal), est un homme politique français.

## Biographie
Sous-préfet sous le Second Empire, il est conseiller général et député de l'Aveyron de 1877 à 1881, siégeant au groupe de l'Appel au peuple. Il ne se représente pas en 1881 et reprend ses activités de banquier.

## Sources
- « Léon Baduel d'Oustrac », dans Adolphe Robert et Gaston Cougny, Dictionnaire des parlementaires français, Edgar Bourloton, 1889-1891 [détail de l’édition]
- « Léon Baduel d'Oustrac », dans le Dictionnaire des parlementaires français (1889-1940), sous la direction de Jean Jolly, PUF, 1960 [détail de l’édition]